# Arrhopalites postumicoides
Arrhopalites postumicoides is een springstaartensoort uit de familie van de Arrhopalitidae. De wetenschappelijke naam van de soort is voor het eerst geldig gepubliceerd in 1953 door Cassagnau & Delamare.